# Milton-Freewater
Milton-Freewater és una població dels Estats Units a l'estat d'Oregon. Segons el cens del 2000 tenia 6.740 habitants.

## Demografia
Segons el cens del 2000, Milton-Freewater tenia 6.470 habitants, 2.237 habitatges, i 1.534 famílies. La densitat de població era de 1.328,8 habitants per km².
Dels 2.237 habitatges en un 36% hi vivien nens de menys de 18 anys, en un 51,5% hi vivien parelles casades, en un 12,7% dones solteres, i en un 31,4% no eren unitats familiars. En el 25,8% dels habitatges hi vivien persones soles el 12,7% de les quals corresponia a persones de 65 anys o més que vivien soles. El nombre mitjà de persones vivint en cada habitatge era de 2,77 i el nombre mitjà de persones que vivien en cada família era de 3,31.
Per edats la població es repartia de la següent manera: un 31,2% tenia menys de 18 anys, un 9,4% entre 18 i 24, un 26,2% entre 25 i 44, un 18,3% de 45 a 60 i un 14,9% 65 anys o més.
L'edat mediana era de 32 anys. Per cada 100 dones de 18 o més anys hi havia 86,6 homes.
La renda mediana per habitatge era de 28.365$ i la renda mediana per família de 33.265$. Els homes tenien una renda mediana de 28.292$ mentre que les dones 19.176$. La renda per capita de la població era de 13.101$. Aproximadament el 13,2% de les famílies i el 15,2% de la població estaven per davall del llindar de pobresa.

## Poblacions properes
El següent diagrama mostra les poblacions més properes.